# Kinotavr 2009
Le Kinotavr 2009, 20e édition du festival, s'est déroulé du 7 au 15 juin 2009.

## Déroulement et faits marquants
Le film La Toupie (Волчок, Voltchok) de Vassili Sigarev remporte le Grand Prix, Ivan Vyrypaïev remporte le Prix de la mise en scène pour Oxygène et le Prix du meilleur premier film est remis au film Missing Man d'Anna Fentchenko.

## Jury[2]
- Sergueï Selyanov, (président du jury), réalisateur
- Mikhail Agranovich, réalisateur
- Sergueï Bodrov, réalisateur
- Sergueï Makovetski, acteur
- Larisa Malyukova, critique
- Darya Moroz, actrice
- Avdotia Smirnova, scénariste

## Sélection

### En compétition[3]
- Tambour battant (Бубен, барабан) d'Alexeï Mizguirev
- La Toupie (Волчок, Voltchok) de Vassili Sigarev
- Europa-Asia (Европа-Азия) d'Ivan Dykhovitchny
- Oxygène (Кислород)  d'Ivan Vyrypaïev
- Minnesota? (Миннесота) d'Andreï Prochkine
- The Unforgiven (Непрощенные) de Klim Chipenko
- Bury Me Behind the Baseboard de Sergueï Snejkine
- Conte de l'obscurité (Сказка про темноту, Skazka Pro Temnotu) de Nikolay Khomeriki
- Spring Will Soon Be Here de Vera Storojeva
- Le Secours fou (Сумасшедшая помощь) de Boris Khlebnikov
- Sonny de Larissa Sadilova
- Me d'Igor Volochine

## Palmarès[4]
- Grand Prix : La Toupie (Волчок, Voltchok) de Vassili Sigarev.
- Prix de la mise en scène : Ivan Vyrypaïev pour Oxygène.
- Prix du meilleur acteur : Boris Kamorzine pour son rôle dans Conte de l'obscurité.
- Prix de la meilleure actrice : Yana Troyanova pour son rôle dans La Toupie.
- Prix du meilleur scénario : Vassili Sigarev pour La Toupie (Волчок, Voltchok).
- Prix de la meilleure photographie : Dmitriy Yashonkov pour Me.
- Prix de la meilleure musique : Oxygène.
- Mention spéciale du jury : Tambour battant (Бубен, барабан) d'Alexeï Mizguirev.